# Antoine Tocquet de Montgeffond
Antoine Tocquet de Montgeffond (* 2. November 1659 in Vosbles, Château de Montgefond; † 31. Mai 1731) war ein französischer Geistlicher.

## Leben
Antoine Tocquet de Montgeffond wurde 1659 in Vosbles in geboren. Er war der Sohn von Claude Tocquet, Seigneur de Montgeffond, und Anne de Marcieu. 
Am 6. Oktober 1679 legte er in der Grande Chartreuse seine Profess ab. Prior Innocent Le Masson wählte ihn 1693 zu seinem Sekretär. Am 12. Mai 1703 wurde er zum Prior der Grande Chartreuse und Generalminister des Kartäuserordens gewählt. Er widmete seine Aufmerksamkeit der Häresie des Jansenismus. Ab 1710 waren Bücher, die sich mit dem Jansenismus befassten, in den Kartausen verboten und die Mitglieder mussten die Formel Papst Alexanders VII. unterzeichnen. Das Generalkapitel von 1725 suspendierte unter seiner Leitung 26 Häuser. Er starb am 31. Mai 1731 im Amt.